# Liste des personnages récurrents des Simpson

Cet article présente une liste des personnages récurrents de la série télévisée d'animation Les Simpson qui ne possèdent pas leur propre article. Pour une liste complète des personnages des Simpson, voir la liste des personnages des Simpson.

## L'adolescent boutonneux à la voix qui mue
De son vrai nom Jeremy Freedman, l'adolescent boutonneux à la voix qui mue (Squeaky-Voiced Teen en version originale) est l'archétype du jeune sans assurance, destiné aux tâches les plus ingrates.

## Agnes Skinner
Agnes Skinner est la mère du principal Seymour Skinner (du moins sa mère adoptive, depuis qu'il a été révélé que Seymour Skinner était un usurpateur) acariâtre et possessive. Elle continue à l'héberger chez elle où le traite encore comme un enfant. 
Libertine revendiquée, elle a vraisemblablement été mariée à de nombreux hommes et fait régulièrement des avances à des hommes qui lui plaisent, tel que Willie le Jardinier ou Tahiti Mel. Elle a eu une liaison avec le vendeur de bandes dessinées de qui elle sera séparée lorsqu'il sera arrêté pour possession de vidéos illégales. Elle fait également partie du Club des Tomates Mures. Dans le même épisode, on apprend qu'elle a une liaison avec Montgomery Burns. Dans Papy fait de la contrebande, on apprend qu'elle était dans sa jeunesse, une championne d'acrobaties aériennes.
Elle est interprétée par Régine Teyssot en France et Johanne Garneau au Québec.

## Akira
Akira est serveur au restaurant japonais de Springfield. Il sert un jour à Homer (Un poisson nommé Fugu) un sushi au fugu préparé par un cuisinier novice. Il lui traduit également l'inscription du paquet de « misutâ supâkuru » (Monsieur Scintillant) dans l'épisode Je crois en Marge.

## Artie Ziff
Arthur « Artie » Ziff est un camarade de promotion de Marge Simpson. Il est le fondateur et riche propriétaire de l'entreprise Ziff Corp. Fou amoureux de Marge depuis leur rencontre pendant leurs études, il fut son cavalier durant le bal de promo. Se montrant trop entreprenant (il attoucha Marge, déchirant sa robe) celle-ci le quitta pour Homer, scellant son destin. Sa réapparition ne survient que quelques années plus tard. Grâce à une invention géniale, un convertisseur de bruit des modems en mélodie agréable, il fait rapidement fortune. Marge, en recherche d'argent pour payer à Homer une opération lui permettant d'arrêter de ronfler, accepte contre la somme d'un million de dollars de passer une journée avec lui. Hélas, comme d'habitude, ses rencontres avec Marge en privé finissent toujours par dégénérer, ce dernier laissant cours à ses pulsions sexuelles, au cours d'un épisode reprenant la trame du film Proposition indécente. Une autre apparition le montre ruiné à la suite de l'éclatement de la bulle internet. On apprendra par la suite qu'il s'adonnait à de massifs détournements d'argent (dont l'achat de caleçons en or) ce qui explique les difficultés que traverse la Ziff Corp. Il essaya, sans succès, de faire porter le chapeau à Homer pour ses forfaits en lui donnant, au cours d'une partie de poker truquée, la propriété de la Ziff Corp. Néanmoins, après avoir couché avec Selma, il comprendra ses erreurs et, en guise de mea culpa avouera ses fautes et ira en prison où il se trouve encore. Il est d'ailleurs probable qu'il ait été tué en prison, la fin de l'épisode Coup de poker le suggérant.

## Bébé Gerald
Gerald « Bébé Gerald » Samson est un bébé, l'ennemi historique de Maggie Simpson. Il possède un seul gros sourcil qui lui barre le front. Il est né le même jour que Maggie. Comme l'hôpital de Springfield était très pauvre, ils ont donné la seule et unique couche à Maggie. Gerald eut une couche faite avec des bons de réduction.

## Capitaine Horatio McCallister
Le capitaine Horatio McCallister est un personnage récurrent des Simpson. Bien qu'il soit souvent capitaine de son navire (allant du cargo au simple radeau) il peut exercer d'autre métiers à terre, notamment propriétaire du restaurant de poissons/fruits de mer le The Frying Dutchman (La Plus Belle du quartier, La Critique du lard, Histoires d'eau), ou soi-disant d'une académie pour homards dans Lisa a la meilleure note
Membre des Alcooliques anonymes de Springfield, il a un œil de verre, une jambe de bois et assez souvent une pipe dans sa bouche.
Il serait devenu marin après que Homer a fait tomber le train qu'il pilotait dans une rivière.
Dans plusieurs épisodes, il s'affiche comme homosexuel (il aurait des aventures avec son équipage composé uniquement d'hommes), mais sur terre il retrouve un attrait pour les femmes (il est souvent présenté comme un célibataire repoussant). Ce n'est pas un vrai capitaine ; il le dit dans l'épisode où Bart est amoureux de sa voisine et où Homer accuse ce faux capitaine de publicité mensongère. Il tente dans plusieurs épisodes de se faire des amis comme Bart Simpson car il ne semble pas en avoir hors de son travail en mer. Dans La petite amie de Bart, il dit détester la mer et tout ce qu'elle contient.

## Le Coiffeur
James « Jake » Jackson, le coiffeur de Springfield apparaît rarement, il a les cheveux bleus, et porte une courte barbe (un peu comme celle d'Homer), il est assez âgé, et donne des sucettes lorsqu'il a fini de coiffer Bart ou Lisa. Son salon de coiffure s'appelle Jake's Unisex Barber (Chez Jake). Il était déjà présent dans la première version des Simpsons, dans The Tracey Ullman Show, avant le commencement de la saison 1. Les clients ne sont jamais satisfaits de son travail.

## Cookie Kwan
Cookie Kwan est une jeune femme asiatique, agent immobilier au Red Blazer Realty. Elle est la meilleure sur le secteur Ouest, qu'elle conserve jalousement comme son domaine exclusif. Elle apparaît également sur une publicité dans l'épisode Sans foi ni toit, flirte avec Homer dans l'épisode La Nouvelle Marge et on la voit jeune en train de lire un livre Comment perdre son accent en 30 ans dans l'épisode Ma plus belle histoire d'amour, c'est toi.

C'est une prédatrice sexuelle : elle fait des avances à Ned Flanders (dans A Star is born-again, Le Péché de Ned) , et à Homer (dans Large Marge, La Nouvelle Marge) . Elle a un enfant du maire Quimby (dans She used to be my girl Le Mal de mère) ; elle vote républicain. Elle n'hésite pas à faire des remarques méchantes allant parfois jusqu'à l'insulte.

## Docteur Marvin Monroe
Le Docteur Marvin Monroe est un psychothérapeute obèse, presque chauve, avec une barbe hirsute et portant une chemise blanche avec une cravate, un pantalon bleu (ou parfois saumon) et des lunettes. Il apparaît pour la première fois dans le 4e épisode de la première saison, Simpsonothérapie (There's No Disgrace Like Home). Dans cet épisode, Homer met en gage la télévision familiale pour pouvoir se payer une séance du Docteur Monroe, afin d'améliorer les relations familiales. Cette tentative échouera lamentablement, avec pour point culminant une séance de sismothérapie où les divers membres de la famille vont s'envoyer indéfiniment des décharges électriques, provoquant une panne générale dans la ville. Incapable d'aider les Simpson, Monroe remboursera le double du prix de la séance, argent dont se servira Homer pour se payer une nouvelle télévision.
Le Dr Monroe apparaît aussi dans Une soirée d'enfer. Le script de cet épisode le décrit comme « a heavy, chain-smoking, compulsive eater » (gros, gros fumeur, et mangeur compulsif). Le concept initial du personnage, selon Matt Groening, serait un personnage né Marilyn Monroe, et traumatisé par cet état de fait, serait devenu psychiatre. Sa voix est basée sur celle du psychiatre David Viscott.
Le Docteur Monroe apparaît dans de nombreux épisodes des premières saisons, comme le psychiatre médiatique, à la télévision, à la radio, y vantant ses théories miraculeuses, ses cassettes et ses livres. Parmi ses ouvrages, on peut noter le Dr. Marvin Monroe's Guide to Etiquette (Guide des convenances), offert à Bart Simpson pour son anniversaire, dans l'épisode Un puits de mensonges (Radio Bart).
À partir de la saison 7, le personnage du docteur Monroe est abandonné, car son doublage était trop dur pour la gorge d'Harry Shearer, mais aussi parce que sa voix était trop agaçante pour Matt Groening,. Le personnage est alors considéré comme mort, de nombreux indices corroborant cette hypothèse :
- dans l'épisode Qui a tiré sur M. Burns ?, deuxième partie, on apprend que l'hôpital où se trouve M. Burns porte le nom du docteur.
- on aperçoit sa pierre tombale dans Adieu Maude (Alone Again, Natura-Diddily)
- dans l'épisode La Brute et les Surdoués (Bye Bye Nerdie), le gymnase où Lisa fait suer les enfants intellos est le « Dr. Marvin Monroe Memorial Gymnasium »

Cependant, il est révélé dans la saison 15, dans l'épisode Tout un roman ! (Diatribe of a Mad Housewife) qu'il est toujours vivant ; en effet on le voit en personne venir se faire dédicacer son exemplaire de la nouvelle de Marge, The Harpooned Heart. Quand Marge l'interroge sur son absence, il répond simplement qu'il « était gravement malade ».

## Dolphin Starbeam
Dolphin « Dolph » Starbeam  est l'une des trois petites brutes de l'école élémentaire de Springfield. Il est habillé d'un tee-shirt kaki, d'un short noir, et avec une grande mèche brune sur l'œil droit. Il est constamment avec ses compères Jimbo et Kearney

## Doris Peterson
Doris Peterson (Lunchlady Doris) est la cuisinière/cantinière et l'infirmière scolaire de l'école élémentaire de Springfield. C'est une grosse quinquagénaire laconique et fumeuse. Il est suggéré de temps en temps qu'elle aurait une liaison avec le jardinier Willie. Elle a également eu une liaison avec Hans Taupeman dans Homer aux mains d'argent ainsi qu'avec John Lennon chose qu'elle révèle dans Dan le bouclier. Après la mort de sa voix originale en 1995, Doris Grau, son personnage cesse de parler par respect pour la comédienne disparue (après l'épisode Le Saxe de Lisa). Pendant cet hommage qui durera dix ans, le personnage continue d'apparaître dans les épisodes. Doris recommence à parler dans l'épisode Parrain par intérim, alors doublé par Tress MacNeille.
Elle est interprétée par Régine Teyssot.

## Duffman
Barry « Duff Man » Duffman est un personnage portant en permanence costume bleu turquoise et rouge, avec une cape rouge, digne d'un super-héros avec une ceinture de canettes de bière de la marque, plus une casquette et des lunettes de soleil sombres. Il est l'incarnation et le principal promoteur de la bière Duff.
Il a pour habitude de sortir en permanence des slogans et dialogues dictés par son employeur, en ajoutant à chaque fin de phrase Oh yeah! avec un mouvement de hanches. Il parle de lui à la troisième personne. Ses apparitions se font pratiquement toujours par-dessus l'air de la chanson Oh Yeah du groupe Yello. Dans la version des Simpson traduite au Québec, on découvre que son prénom serait en vérité Serge (Bart et son boys band). Dans la version américaine de ce même épisode, Duffman est appelé Sid. Dans l'épisode Les Experts ami-ami, on apprend encore qu'il y aurait en fait au moins trois Duffman. Mais comme il le dit dans un épisode : « Duffman est immortel ! Seul l'acteur qui le joue peut mourir. » Dans Soupçons, Duffman avoue avoir un « secret honteux » : il est dyslexique ; il confondra « Simpson » avec « Slipson ». Un épisode nous apprend qu'il a du mal à faire la promotion de l'Oktoberfest, car il est de confession juive.

## Eddie et Lou
Edward « Eddie » Edison et Louis « Lou » Lucas sont les deux officiers de police qui accompagnent constamment le chef Wiggum. Ils apparaissent pour la première fois dans l'épisode 4 de la première saison, Simpsonothérapie (There's No Disgrace Like Home).
Lou est le sergent compétent de la police de Springfield. Il est l'acolyte du Chef Wiggum et pointe régulièrement ses erreurs. Il montre parfois du ressentiment envers Wiggum et est au courant de son incompétence. 
Dans l'épisode Le Rap de Bart (Pranksta Rap), il mentionne le fait d'avoir écrit des lettres au monteur sous le nom  de l'habitant de Springfield inquiet (Worried in West Springfield), pour qu'il le coupe. Lou se montre parfois bien plus malin et droit que Wiggum (ou en tout cas moins fainéant), ce qui a le don d'agacer ce dernier. L'épisode La Springfield connection montre cependant qu'il est aussi corrompu que les autres policiers. Il a été marié à une femme nommée Amy. Dans Et la cavalerie arriva (The Bart of War), il est indiqué que Lou a divorcé, et qu'Eddie voit son ex-femme occasionnellement. L'épisode Un pour tous, tous pour Wiggum (E Pluribus Wiggum) nous apprend, à l'instar d'autres personnages (Patty Bouvier, l'homme-abeille, Lindsey Naegle), qu'il est démocrate. Lou est maitre-chien dans l'épisode Petit Papa Noël super flic, où il est le maître de Petit Papa Noël. Cet épisode nous révèle qu'il a une petite amie nommée Charquelle. Dans l'épisode Les Années 90 (That 90's Show), il participe au groupe grunge d'Homer, Lenny et Carl nommé Sadgasm.
Le personnage de Lou est bien plus développé que celui d'Eddie, puisqu'on ne sait quasiment rien sur ce dernier, sauf le fait qu'il ne parle quasiment jamais, qu'il est célibataire et qu'il est considéré comme gracieux par le chef Wiggum, notamment pour faire la circulation. Il fait beaucoup usage de la violence.

## Gary Chalmers
Plus connu sous le nom d'inspecteur Chalmers, Edgar « Gary » Chalmers est le stéréotype local de l'inspecteur d'académie attaché à l'école de Springfield. À chacune de ses visites dans l'établissement, une catastrophe se déclenche, ce qui provoque chez le principal Seymour Skinner des angoisses profondes. Seymour échafaude alors des histoires chaque fois plus improbables pour expliquer ce qui s'est passé tel le saumon vapeur pour cacher l'incendie de la cuisine chez lui dans l'épisode 22 courts-métrages sur Springfield ou lors de la relation entre Skinner et Krapabelle l'excuse du pucelage à 44 ans dans l'épisode L'Amour pédagogique. Sa fille est Shauna.

## Gil Gunderson
Gilbert « Gil » Gunderson, ou le vieux Gil comme il se surnomme lui-même est le stéréotype du loser, qui rate tout ce qu'il entreprend. Il apparaît pour la première fois dans l'épisode Marge Business, comme agent immobilier au Red Blazer Realty, agence immobilière de Lionel Hutz, puis apparaît régulièrement dans le rôle d'un employé particulièrement malchanceux et/ou incapable (en soulignant par exemple que la peinture de la voiture qu'il tente de vendre part à l'eau de pluie) est martyrisé par ses collègues ou son patron, et finit généralement viré. L'épisode de 2006, Kill Gill vol 1 et 2, seul épisode où il a un rôle central, a remporté un Writers Guild of America Award dans la catégorie animation.
Le personnage de Gil est une parodie du personnage Shelley Levene joué par Jack Lemmon dans l'adaptation au cinéma de la pièce Glengarry Glen Ross. Il est doublé en version originale par Dan Castellaneta, et principalement par Michel Modo en version française. Initialement, d'après Mike Scully, le personnage ne devait faire qu'une unique apparition, mais Dan Castellaneta fut tellement drôle lors des essais que le personnage fut conservé.
Sa femme veut divorcer, et le trompe avec un ami à lui « Fred ». Comme Lionel Hutz, il a eu plusieurs métiers : vendeur de voitures, de 4 × 4 Canyonero, agent immobilier, vendeur d'ordinateurs, Père Noël dans le grand centre commercial de Springfield, répondeur au téléphone et nettoyeur de vitres chez Apu Nahasapeemapetilon.
Dans l'épisode no 4 de la saison 19, I Don't Wanna Know Why the Caged Bird Sings (La Marge et le Prisonnier) , Gil entre dans la banque où a lieu un braquage avec prise d'otages ; il annonce fièrement que c'est son premier jour de travail à la banque, et il se fait cribler de balles dès le seuil.

## Herman Larson
Herman Larson est le personnage qui tient une armurerie. Il n'a qu'un bras, ayant malencontreusement perdu l'autre après l'avoir passé par la fenêtre du bus scolaire (Terreur à la récré) ou percuté par une voiture lorsqu'il faisait la manche pour se payer une école de piano dans un autre épisode. Psychopathe notoire, il n'a pas hésité dans la saison 7 à tenir captifs le chef Wiggum et le Serpent quand tous deux arrivent en trombe dans sa boutique (parodiant ainsi Pulp Fiction).

## Homme-abeille
L'homme-abeille (parfois traduit en homme-bourdon) (né Yaritza Burgos) est un acteur comique hispanique, constamment déguisé en abeille. Il possède sa propre série sur la chaine de télévision KMEX-TV. On apprend dans la saison 7 que sa femme l'appelle également Pedro.

Ce personnage est une parodie du personnage de la série télévisée mexicaine El Chapulin Colorado dans laquelle l'acteur Roberto Gomez Bolaños joue le rôle de Chespirito. Il est aussi intéressant de noter les similitudes avec le personnage King Bee incarné par l’acteur américain John Belushi dans l’émission Saturday Night Live.

## Jimbo Jones
Corky James « Jimbo » Jones est l'une des trois petites brutes de l'école élémentaire de Springfield (quatre en comptant Nelson Muntz). Il est habillé d'un tee-shirt noir avec une tête de mort, d'un jean bleu et avec des cheveux longs surmonté d'un bonnet violet (cependant, malgré son jeune âge, il a déjà le crâne dégarni). Il est constamment avec ses compères Dolph et Kearney (parfois, Nelson se joint à eux). Malgré son apparence, il semble qu'il soit issu d'une famille riche, si l'on se fie à l'opulence du salon où il regarde les soap opéras avec sa mère (Il faut Bart le fer tant qu'il est chaud).

## Juge Constance Harm
Elle apparaît la première fois dans l'épisode Les parents trinquent (saison 13). Elle remplace le juge Snyder, parti en vacances. C'est une juge sévère car dans cet épisode elle condamne Homer et Bart à être enchaînés.
Dans cet épisode il est révélé qu'elle n'est pas une femme de naissance. En voyant Bart lui faire les yeux doux pour qu'il puisse prendre la parole, elle déclare : « Comment résister à ce regard ? C'était moi tout craché quand j'étais petit garçon. » Ce qui sera repris un peu plus tard par le Serpent, déclarant « Attends. Elle a dit qu'elle était un mec avant ? ».
Toujours dans cet épisode, nous apprenons par Marge qu'elle n'aurait jamais eu d'enfant.
Elle possède un modèle réduit de Guillotine, qui lui sert à couper en deux les permis de conduire qu'elle retire aux chauffards (avant de les donner à manger à des chiens, dont on brulera leurs crottes).

## Kearney Zzyzwicz
Kearney Zzyzwicz est l'une des trois petites brutes de l'école élémentaire de Springfield. Il a le crâne rasé, porte un tee-shirt blanc, un short bleu foncé et des bracelets à pointes. Il est constamment avec ses compères Jimbo et Dolph. Il semble majeur ou du moins en âge de conduire (on le voit au stage des fous du volants dans La Femme au volant). Il a un très jeune fils qui est son portrait craché, mais qui est bien plus raisonnable que son père.
Dans Le Frère de Bart, Kearney affirme que ses parents, eux, ont une méthode de contraception efficace : ils ne se voient qu'une fois par an, le jour où la prison et l'hôpital psychiatrique ont une journée portes ouvertes commune…
Kearney arrache les rubans qui décorent les poignées du guidon du vélo de Bart, « pour les donner à sa mère qui les utilisera à son travail » : la mère de Kearney est donc une danseuse de burlesque, qui utilise des pasties (pastilles cachant les aréoles des seins) décorées de rubans, qu'elle fait flotter en imprimant un mouvement de rotation à ses seins…

## Lindsey Naegle
Lindsey Naegle (parfois aussi Cathy Blackman), femme d'affaires célibataire et sans enfants, elle est l'archétype de la femme carriériste ayant sacrifié sa vie privée au profit de son succès professionnel. Elle change constamment de profession, expliquant elle-même que cela est dû au fait qu'elle soit un « prédateur sexuel ». On apprend également qu'elle est alcoolique et on la voit notamment à une réunion des Alcooliques anonymes. Elle s'opposera à Marge Simpson lors de son combat pour la famille. Dans l'épisode 17 de la saison 32 on en apprend plus sur son passé.

## Luigi Risotto
Luigi Risotto est le propriétaire du restaurant italien Luigi's. Il est assisté de Giuseppe en cuisine et lance des sarcasmes envers ses clients. Il est la caricature même des fabricants de produits alimentaires typiques d'Italie. On le voit dans plusieurs épisodes poser pour des boîtes de pizza et fournir de la nourriture de mauvaise qualité (conserves et surgelés bon-marché). Toujours dans l'optique de son image du stéréotype de l'italien, il accueille de temps a autre des réunions de la mafia corse de Springfield. On apprend dans la saison 17 qu'en réalité il n'est pas italien, malgré le fait que ses parents aient des origines italiennes et qu'il ne parle vraiment ni le français (l'anglais dans la série originale) ni l'italien mais plutôt des bribes des deux langues.

## Martha Quimby
Martha Quimby est la femme du maire de Springfield, Joe Quimby. Elle porte un tailleur rose et un chapeau « Pillbox » assorti, tenue similaire à celle que portait régulièrement Jackie Kennedy (notamment le jour de l'assassinat de son mari), le personnage de Martha Quimby semblant d'ailleurs être fortement inspiré de Jackie Kennedy. Martha Quimby est la caricature de la femme de politicien, sans cesse trompée par son mari.
Selon le maire Quimby, le couple s'est rencontré quand Martha travaillait à la « Maison Derrière », la boîte de strip-tease locale. Elle apparaît pour la première fois dans le douzième épisode de la saison 5 Bart devient célèbre (Bart Gets Famous), rentrant dans sa chambre, découvrant le maire Quimby au lit avec une autre femme et riant quand celui-ci se défend en déclarant « J'ai rien fait ».
Elle est (une nouvelle fois) humiliée dans l'introduction de l'épisode Un casse sans casse lorsque, alors qu'elle fait visiter sa maison aux mères des enfants invités pour la fête de Pâques, elle déclenche accidentellement dans le bureau de son mari un dispositif transformant la pièce en chambre, et faisant apparaître des strip-teaseuses.
Elle est doublée en version originale par Maggie Roswell.

## Mary Bailey
Pour les articles homonymes, voir Mary Bailey et Bailey.
Elle apparaît pour la première fois dans l'épisode 7F01 (saison 2) Sous le signe du poisson.
Mary Bailey est le gouverneur de l'état (non déterminé) dans lequel se trouve la ville de Springfield.
Elle est un gouverneur aimé et apprécié de tous.
Soutenue par Marge au sein de la famille Simpson, elle se retrouvera en concurrence directe avec Charles Montgomery Burns (soutenu par Homer) pour le poste de gouverneur et, après une campagne à rebondissements où elle apparaît au-dessus de tout soupçon, sera réélue à ce poste.

## Le riche Texan
Le riche Texan a des habits et un chapeau de cow-boy, il fume le cigare, il crie souvent « Yiiihaaaa » et c'est un excellent tireur. Il travaille dans l'industrie du pétrole. On apprend qu'il a la phobie des barbes et des moustaches et qu'il a une fille célèbre, Paris Texan.

## Sam et Larry
Aussi connus sous les noms de « pilier de bar no 1 » et « pilier de bar no 2 », leur vrais noms sont Samuel Prescott et Lawrence Barfly. Ce sont deux piliers de bar de la Taverne de Moe. Ils apparaissent pour la première fois dans l'épisode Noël mortel. On ne sait absolument rien d'eux si ce n'est qu'ils sont très souvent à la Taverne de Moe avec Homer, Lenny, Carl et Barney, que Sam porte toujours un gilet sans manche gris sur un pull rouge, une casquette verte et des lunettes, et que Larry porte toujours une veste orange, est presque chauve et a l'air toujours saoul et dépressif.
Sam n'a prononcé que très peu de répliques durant la série ; dans l'épisode de la saison 3, L'Enfer du jeu, il demande à Homer sur quelle équipe il va parier pour le Super Bowl. Dans Le Pire Épisode Sam se fait tirer dans le dos par Moe pour avoir essayé de le payer en Dollars Sacagawea. Quant à lui, Larry n'a pratiquement jamais parlé.